# Symplectoscyphus milneanus
Symplectoscyphus milneanus är en nässeldjursart som först beskrevs av D'Orbigny 1846.  Symplectoscyphus milneanus ingår i släktet Symplectoscyphus och familjen Sertulariidae. Inga underarter finns listade i Catalogue of Life.